# Фрагмипедиум длиннолистный
Фрагмипедиум длиннолистный или Фрагмипедиум лонгифолиум (лат. Phragmipedium longifolium), — вид многолетних травянистых растений семейства Орхидные.
Вид не имеет устоявшегося русского названия, в русскоязычных источниках обычно используется научное название Phragmipedium longifolium.
Таксономия вида не устоявшаяся. Cash C. полагает, что Phrag. hartwegii, Phrag. hincksianum и Phrag. roezlii должены считаться разновидностью Phrag. longifolium, Gruss согласен выделить вариацию Phrag.longifolium var. roezlii, но Phrag. hartwegii он рассматривает как отдельный вид, так как у него нет тяжелых выступов, которые можно увидеть на стаминодии Phrag. longifoolium.

## Синонимы
Список синонимов по Monocot Checkliste, Electronic Plant Information Centre of Royal Botanic Gardens, Kew.:
- Cypripedium longifolium Warsz. & Rchb.f., 1852 basionym
- Selenipedium longifolium (Warsz. & Rchb.f.) Rchb.f. & Warsz., 1854
- Paphiopedilum longifolium (Warsz. & Rchb.f.) Pfitzer, 1888
- Cypripedium hartwegii Rchb.f. in B.Seemann, Bot. Voy. Herald: 215 (1854).
- Selenipedium hartwegii (Rchb.f.) Rchb.f. & Warsz., 1854
- Cypripedium reichenbachii W.Bull, 1869
- Selenipedium dariense Rchb.f., 1869
- Selenipedium reichenbachii Endres ex Rchb.f., 1869
- Selenipedium roezlii Rchb.f., 1871
- Cypripedium roezlii Regel, 1873
- Cypripedium dariense Rchb.f., 1878
- Cypripedium hincksianum Rchb.f., 1878
- Selenipedium hincksianum Rchb.f., 1878
- Cypripedium reichenbachianum auct., 1887
- Cypripedium gracile H.J.Veitch, 1889
- Selenipedium gracile (H.J.Veitch) Desbois, 1889
- Cypripedium longifolium var. gracile (H.J.Veitch) Rolfe, 1890
- Paphiopedilum longifolium var. hartwegii (Rchb.f.) Stein, 1892
- Paphiopedilum longifolium var. hincksianum (Rchb.f.) Stein, 1892
- Phragmipedium longifolium var. hincksianum (Rchb.f.) Stein, 1892
- Paphiopedilum hartwegii (Rchb.f.) Pfitzer, 1894
- Paphiopedilum hincksianum (Rchb.f.) Pfitzer, 1894
- Paphiopedilum roezlii (Rchb.f.) Pfitzer, 1894
- Selenipedium longifolium var. roezlii (Rchb.f.) Autran & T.Durand, 1896
- Phragmipedium longifolium var. darienense (Rchb.f.) Hallier f., 1897
- Phragmipedium longifolium var. roezlii (Rchb.f.) Hallier f., 1897
- Phragmipedium hartwegii (Rchb.f.) Pfitzer in H.G.A.Engler (ed.), Pflanzenr., 1903
- Phragmipedium longifolium var. gracile (H.J.Veitch) Pfitzer in H.G.A.Engler (ed.), 1903
- Phragmipedium dariense (Rchb.f.) Garay, 1979
- Phragmipedium hincksianum (Rchb.f.) Garay, 1979
- Phragmipedium roezlii (Rchb.f.) Garay, 1979
- Phragmipedium hartwegii var. baderi Roeth & O.Gruss, 1997
- Phragmipedium christiansenianum O.Gruss & Roeth, 2001
- Phragmipedium hartwegii f. baderi (Roeth & O.Gruss) O.Gruss, 2001

## Этимология
Название Phragmipedium происходит от греческого phragma — разделение, перегородка и pedilon — башмачок, туфелька. И указывает на разделенную на три части завязь цветка.
Английское название — The Long-Leaf Phragmipedium.

## История описания
Обнаружен Иосифом Варшевичем (1812—1866) в конце 40-х гг. XIX века в горах провинции Чирикуи (Chiriqui) в Панаме. Описан позже, на снове гербарного материала.

## Биологическое описание

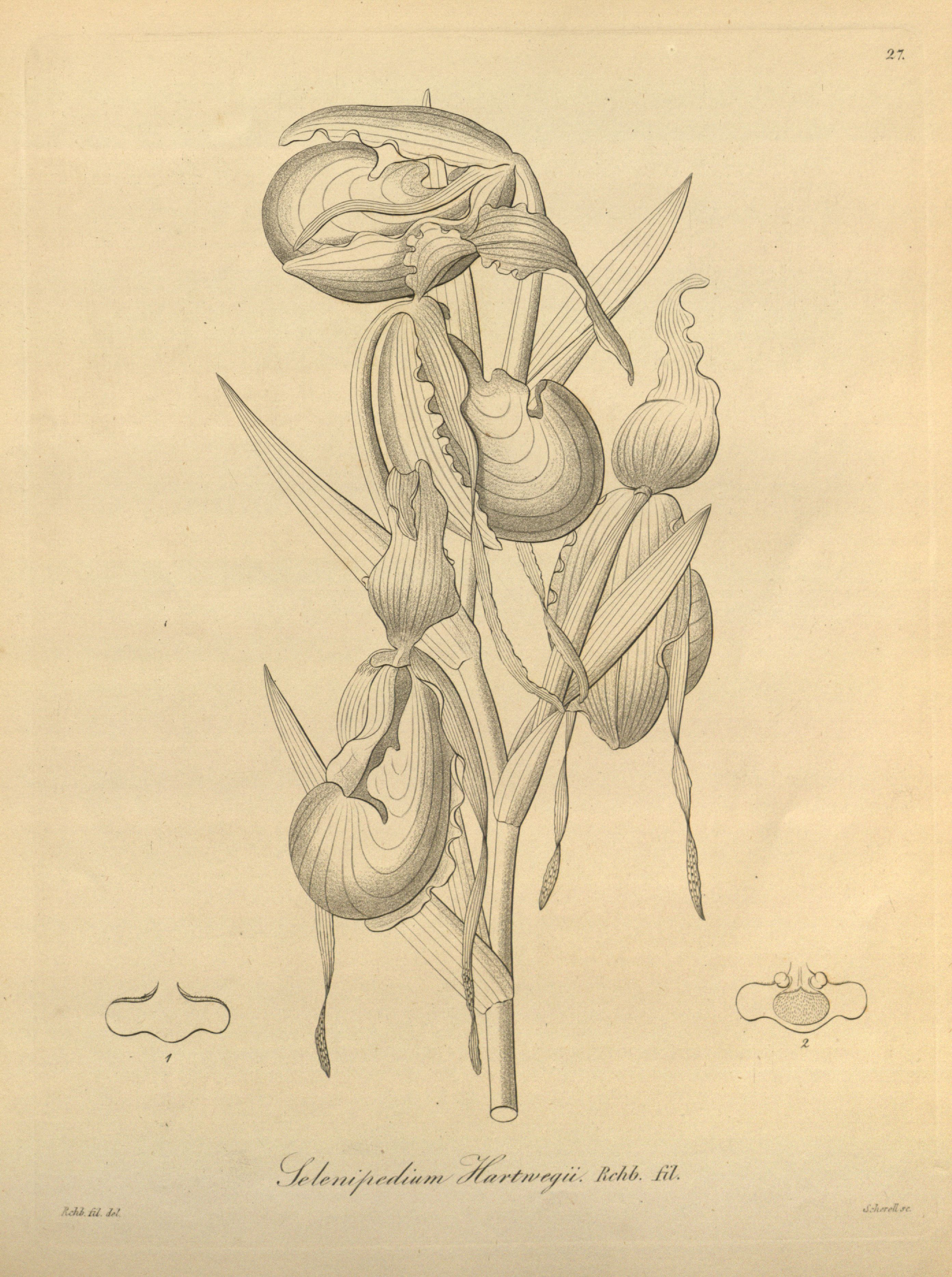
Phragmipedium longifolium (syn. Selenipedium hartwegii)
Ботаническая иллюстрация из книги «Xenia orchidacea» vol. 1 tab. 27. 1858 г.

Один из самых крупных представителей рода.
Побег симподиальный, псевдобульб не образуют.
Ризома укорочена.
Корни хорошо развитые.
Листья темно-зеленые, жесткие, до 60—80 см длиной, до 3—4 см шириной.
Цветонос длинный, коричнево-фиолетовый, 20—100 см в высоту, многоцветковый, может нести 3—14 цветков, каждый из которых открывается после того как опадет предыдущий.
Цветки до 20 см в диаметре. Верхний сепалий узкий, желто-зелёный, с венозным рисунком, загнут вперед. Петалии слегка закрученные, сужающиеся, длиной 10-12 см, красно-коричневые на концах.
Губа коричнево-зелёная или желтовато-зелёная, гладкая, относительно небольшая, имеет форму мешочка и играет роль посадочной платформы для насекомого-опылителя.
Хромосом: 2n = 20, 2n = 22, 23.

## Распространение и экологические особенности
Коста-Рика, Панама, Колумбия, Эквадор, северо-запад Перу на высотах до 1700 метров над уровнем моря.
Наземное растение, реже полуэпифит или литофит. Среди скал по берегам рек и ручьев, часто в местах досягаемости водяной пыли от падающей воды. Влажные леса, влажные склоны дорожных насыпей.
Цветёт круглый год.
Опыляется пчелами из родов Chlegorella и Caenohalictus и, в западной части Эквадора, двумя видами мух из семейства Syrphidae."

## Проблема охраны исчезающих видов

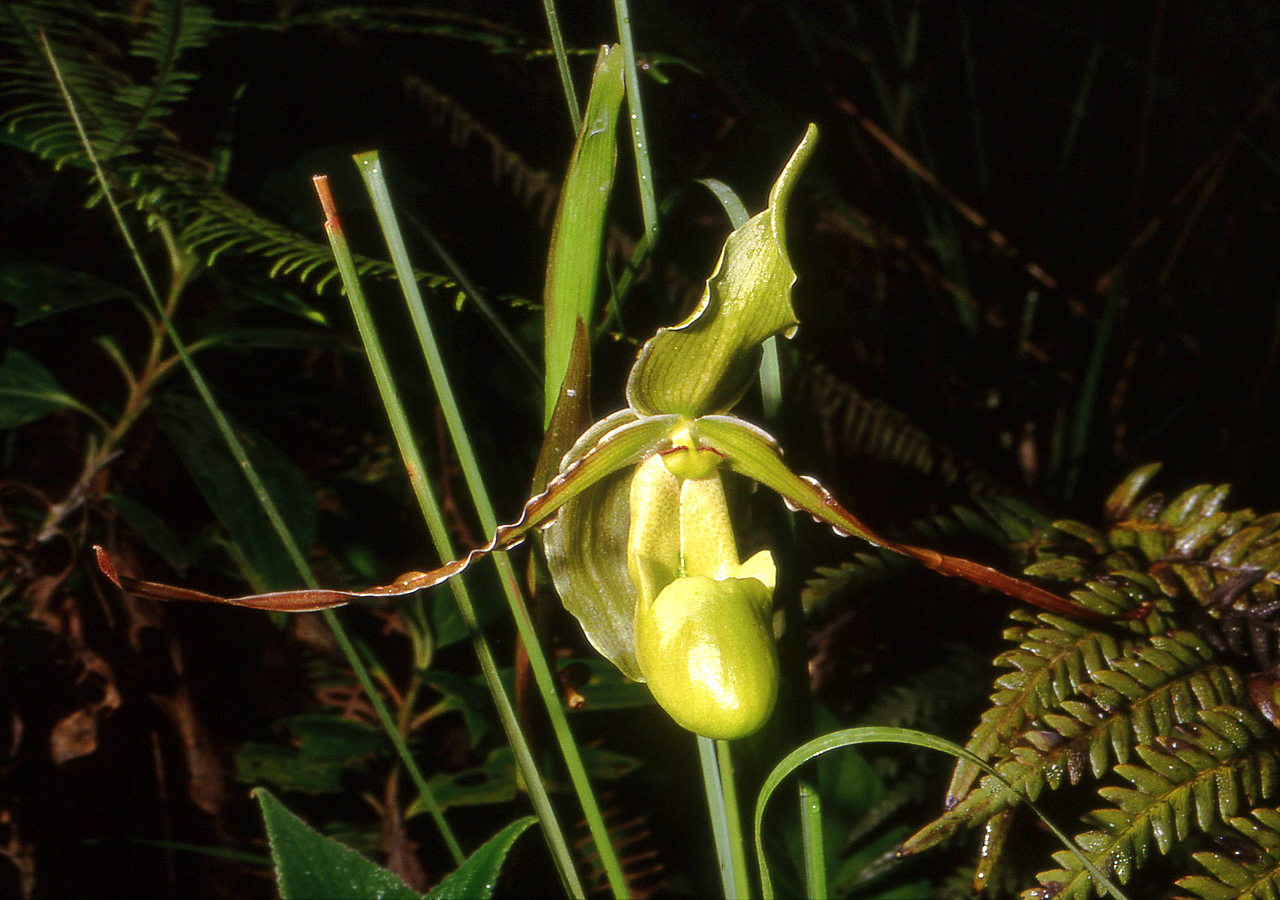
Phragmipedium longifolium

Охраняемый вид. Входит в Приложение II Конвенции CITES. Цель Конвенции состоит в том, чтобы гарантировать, что международная торговля дикими животными и растениями не создаёт угрозы их выживанию.

## В культуре
Этот вид относительно легок в культуре. Он очень важен в селекции и находится в родословной приблизительно 241 гибрида.
Температурная группа умеренная. По другим источникам встречается в различных температурных условиях.
Содержат в пластиковых и керамических горшках с несколькими дренажными отверстиями на дне, обеспечивающими равномерную просушку субстрата, а также в корзинках для эпифитов. Пластиковые горшки должны быть белые, во избежание перегрева корней на солнце.
Основные компоненты субстрата: кусочки от 0,5 до 1 см коры сосны, кокосовые чипсы, сфагнум, торф, перлит, древесный уголь. Пропорции компонентов субстрата подбираются в зависимости от относительной влажности воздуха в помещении и размера горшка.
Субстрат внутри горшка никогда не должен пересыхать полностью, при этом у корней не должно быть застоя воды.
Растение чувствительно к накапливанию солей в субстрате. Признаком проблем с засолением субствата может служить почернение кончиков листьев. Для полива лучше использовать воду прошедшую очистку методом обратного осмоса с добавлением малых доз специализированного удобрения для орхидей.
pH субстрата примерно 5-6.
Относительная влажность воздуха 50-80 %. Низкая влажность воздуха (менее 45 %) в помещении, может приводить к сморщиванию растущих листьев.
Свет. 20000-50000 люкс, или 50-70 % от яркости прямого солнечного света.
Пересадку осуществляют ежегодно после цветения. Крупные растения пересаживают раз в два-три года.
Периода покоя нет.

## Искусственныегибриды(грексы)
По данным сайта Phragweb.inf

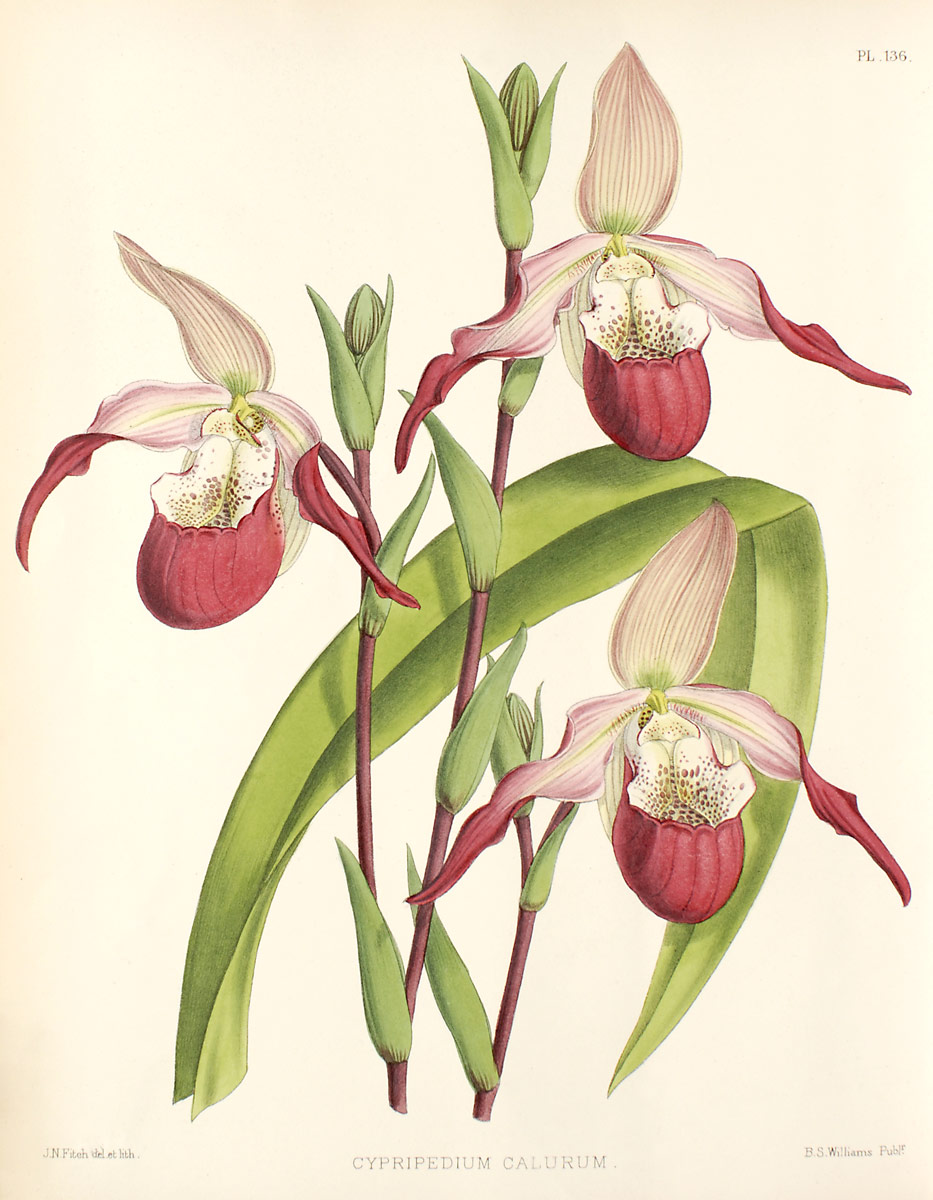
Phragmipedium ×calurum
Ботаническая иллюстрация из The Orchid Album 1884 г.

- Eric Young = Phrag. longifolium x Phrag. besseae
- Praying Mantis = Phrag. longifolium x Phrag. boissierianum
- Dennis Kleinbach = Phrag. longifolium x Phrag. boissierianum var. czerwiakowianum
- Conchiferum = Phrag. longifolium x Phrag. caricinum
- Grande = Phrag. longifolium x Phrag. caudatum
- Paul Eugene Conroy = Phrag. longifolium x Phrag. caudatum var. wallisii
- Wössner Supergrande = Phrag. longifolium x Phrag. caudatum var. warscewiczianum
- Nicholle Tower = Phrag. longifolium x Phrag. dalessandroi
- Hummingbird = Phrag. longifolium x Phrag. klotzscheanum
- Macrochilum = Phrag. longifolium x Phrag. lindenii
- Urgandiae = Phrag. longifolium x Phrag. lindleyanum
- Memoria Ed Murphy = Phrag. longifolium x Phrag. lindleyanum var. kaieteurum
- Sorcerer’s Apprentice = Phrag. longifolium x Phrag. lindleyanum var. sargentianum
- Green Hornet = Phrag. longifolium x Phrag. pearcei
- Grassau = Phrag. longifolium x Phrag. richteri
- Sedenii = Phrag. longifolium x Phrag. schlimii
- Arthur = Phrag. longifolium x Phrag. vittatum
- Inca Embers = Phrag. longifolium x Phrag. Andean Fire
- Eric Catley = Phrag. longifolium x Phrag. April Fool
- Waunakee Doll = Phrag. longifolium x Phrag. Barbara LeAnn
- Saint Martin = Phrag. longifolium x Phrag. Calurum
- Eva = Phrag. longifolium x Phrag. Cardinale
- Red Dynasty = Phrag. longifolium x Phrag. China Dragon
- Mantinii = Phrag. longifolium x Phrag. Conchiferum
- Jean-Pierre Faust = Phrag. longifolium x Phrag. Dana Hutchinson
- Donald Russell = Phrag. longifolium x Phrag. Demetria
- Cardinal Flight = Phrag. longifolium x Phrag. Don Wimber
- Saint Peter = Phrag. longifolium x Phrag. Eric Young
- Mont Fallu = Phrag. longifolium x Phrag. Grande
- Les Chenes = Phrag. longifolium x Phrag. Grouville
- Longueville = Phrag. longifolium x Phrag. Hanne Popow
- Glowing Embers = Phrag. longifolium x Phrag. Jason Fischer
- Hautlieu = Phrag. longifolium x Phrag. Jersey
- Brownii = Phrag. longifolium x Phrag. Leucorrhodum
- Noirmont = Phrag. longifolium x Phrag. Memoria Dick Clements
- Patty Whak = Phrag. longifolium x Phrag. Robert Palm
- Dragon’s Year = Phrag. longifolium x Phrag. Rosalie Dixler
- Calurum = Phrag. longifolium x Phrag. Sedenii
- La Davyère = Phrag. longifolium x Phrag. Simon Marcotte
- Iron Works = Phrag. longifolium x Phrag. Sorcerer’s Apprentice